# 洪家拳
洪家拳（こうかけん、イェール式広東語: Hung Ga Kuen）は、中国南部で発達した中国武術の門派（流派）。いわゆる南派少林拳を代表する門派の一つ。日本では洪家拳と呼ばれる事が多いが、世界的には洪拳(Hung Kuen)と呼ばれる事の方が一般的である。

## 概説
船の上で戦う事を想定したという低い姿勢（空手の騎馬立ちに近い）で闘う南派少林拳の伝統通り、腰を落とした姿勢からの力強い動作が特徴である。呼吸法に特徴があり笑い声の様な発声法（インドのラフタ・ヨガに似ている？）も存在する。
また、即効性と実戦性が高いことから、清朝末期の反政府（反清復明）秘密結社・三合会の間で広まった。
陸亞采を創始者とする伝説が有名であり、武侠小説や映画にも度々取り上げられた。また洪家門の伝承者・林世栄は香港に移住後、武館を開き洪拳門の一派、虎鶴門を開き広く世に伝えた。
南派少林拳ルーツとされる福建少林寺伝来の拳として五形拳（五種の動物の型）があり、洪家拳はその中の虎と鶴の拳を基にして作られたとする説（いわゆる洪熙官伝説の一つ）がある。実際には現在各派で練習されている五形拳は近代に編まれたものである。
洪家拳は広東省五大名拳（南派五大名家、洪家拳、劉家拳、李家拳、蔡家拳、莫家拳）の首であるとされ、中国での洪家拳のイメージは、歴史上の正義の英雄が愛用した拳、革命闘士達の拳として、良いイメージで語られることが多い。
ショウ・ブラザーズの映画（大半が「劉家良」の武術指導、監督作品）の影響や、戦乱や政変を嫌い国外へ渡った武術家や華僑の護衛に洪家拳の修行者が多かったことから、世界各地の中華街には洪家拳の道場が多数存在しており、功夫修業や旧正月に行われる獅子舞の演舞等が中国文化に触れる窓口になっている。

## 歴史
明の時代に、陝西で紅拳を元にその他の武術を組み入れ作られ、清朝には、反政府組織の洪門（三合会）が少林寺に学んだとされる。
また、台湾では、反政府運動家として知られる鄭成功が「金台山」を創立し、中国南方を中心に拡がって行った。
これらの「老洪拳」とは別に、伝説的武術家の黄飛鴻（ウォン・フェイフォン）や、少林五林(方世玉や洪熙官など)と呼ばれる武術結社から誕生した門派は、「新派洪拳」と呼ばれている。

## 技術体系
洪家門の特徴としては、強く俊敏な馬（マー・足腰）、力強く精妙な橋手（キウサオ・前腕技術）で知られ虎爪（こそう）による禽拿を得意とする。高級套路に位置づけられている鐵線拳では内功の鍛錬をも行い筋骨のみならず内面をも鍛え、健身効果もあるとされている。伝承される武器術として棍法にも優れた特徴を持つことで知られる。技の根幹は鉄橋鉄馬、硬橋硬馬（力強い手足）であり、下半身の馬を鍛えることを礼馬と言い、橋とは前腕部のことで要訣としては「圏」、「沈」、「傍」、「架」、「載」、「穿」等がある。様々な橋手を駆使し重い橋手で敵の防御をこじ開け、正面突破の攻撃・戦法を得意とする。そのための前腕部（橋手）の鍛錬として木人椿相手の鍛錬や、重い鉄環を腕にはめて型を行い、両腕の鍛錬などをする。
歩法も豊富で十二橋馬と言って１２種類存在する。
四平大馬、子午馬、伏虎馬、麒麟馬、吊馬、獨鶴馬、中字馬、三角馬、敗馬、二字鉗羊馬、跳馬、丁字馬以上の歩法がある。

## 十二橋手
洪家拳の養成するべき功夫に以下の十二種類の功夫が伝えられている。内容は省略する。
剛、柔、逼、直、分、定、寸、提、流、運、制、訂

## 洪家三宝
洪家三宝と呼ばれる三つの套路の内、虎鶴双形拳（こかくそうけいけん）は虎の力と形と虎爪、鶴の象（鶴の秀麗、飄逸）を併せ持ち、技は重厚敏捷、勇猛かつ精妙、剛柔相斎、長橋短橋を使い分ける。また三宝の一つ鉄線拳（てっせんけん）は内功を練るためにあり、外面的攻防技法とともに橋手を内面的に鍛えるためにもやり、また健康のためにやる養生の型でもある。気血を全身にめぐらせ全身を強壮にする効果もあり、清代末、広東十虎の内の一人、名人、鉄橋三（本名・梁坤）の絶技と言われている。五形拳の内の龍形拳もこれと似た技法である。
鐵線拳の元である鐵線技法は、五枚尼姑、方詠春より学んだ短橋狭馬の技を洪キ官がまとめたとされ、虎鶴双形拳は南少林寺の至善禅師より学んだ長橋大馬の技を洪がまとめたものとされている。
洪家拳の套路は、洪家三宝といわれる
- 工字伏虎拳
- 虎鶴双形拳
- 鐵線拳

## 系統
陸亞采
洪家拳
黄泰
林福成
鐵線拳 
黄麒英
洪家拳（老）
王隱林
喇嘛派
黄飛鴻
洪家拳（新） 
林世榮
Lam Sai Wing 
鄧芳
Dang Fong

## 特徴的な技
黄飛鴻の足技は無影脚と呼ばれた。無影拳の技とは無関係。
また、頻繁に套路に登場する代表的な技として還魂飽鶴、指手問題、月影手脚、美人照鏡、等がある。

## 諸説
- 洪家拳の四平大馬（馬立ち）は脚部の柔軟さ、強さ、気を強化し鍛える鍛錬法である。
- 同様の南派武術詠春拳の木人椿に洪家拳の胡蝶掌に似た両掌打技法、包排手（ポウパイサオ）がある。歴史的に洪家拳は詠春拳と非常に関わりが深い拳である。
- 周家拳（洪頭蔡尾拳）、黒虎門、蛇形刁手門（佛家拳）等も洪家拳の影響を受けているとされる。

## 創作における洪家拳
- 漫画『拳児』で香港にて香港映画界の武術監督、劉華英が洪家拳の達人として登場。劇中にて棍術を披露。同様に香港大学にて武術を教える召漢生が洪家拳の套路を演武。この二人は、モデルは実在するが架空の人物。また日本の横浜中華街、金龍菜館（中華レストラン）において店主であり拳児の八極拳の師でもある張仁忠が洪家拳の成り立ちと太平天国の乱との関わり、技術、鍛錬内容について語る。また拳児の宿敵・トニー譚もこの洪家拳の使い手である。
- 映画『ドランクモンキー 酔拳』では主演のジャッキー・チェンが劇中で洪家拳の技（還魂飽鶴、鍛錬法の四平大馬のパロディー等）を演武。また『スネーキーモンキー 蛇拳』でも蛇拳の名で五形拳の内の蛇形拳を演武。
- 映画『拳精』では同じく主演のジャッキー・チェンが劇中、少林寺において五獣拳の名で洪家拳や様々な拳術をミックスしたオリジナルの五形拳（龍、虎、豹、鶴、蛇の型）を演武。
- 『仮面ライダースーパー1』（赤心少林拳）、漫画『ドラゴンボール』のかめはめ波などは胡蝶掌をおもわせる。ただし、赤心少林拳の元である「梅花の拳」は黄飛鴻によって発案され実在する。
- 『ライオンハート』（ゆでたまご）-クライマックスのマー・ライオンと黒いライオン・ハートのレオとの闘いが、瑞獅と猛獅の舞獅合戦を思わせる
- 『機動武闘伝Gガンダム』―サイ・サイシーの流星胡蝶拳の元は、胡蝶掌
- 『獣拳戦隊ゲキレンジャー』―「虎拳」や「五行拳」を思わせる技を使い、最終話に至っては、主要人物三人が夢の中で「洪家拳三宝」を思わせる技を三拳魔から習得する。理央は獅拳を思わせる技を使い、メレは蛇拳を思わせる技を使う。